# Пуэрто-риканский амазон
Пуэрто-риканский амазон (лат. Amazona vittata) — птица семейства попугаевых.

## Внешний вид
Длина тела 25—30 см; вес 250—300 г. Основная окраска зелёная с чёрным окаймлением по краям перьев. Грудь и брюшко более лимонные. Над клювом узкая красная полоса. Первостепенные маховые и кроющие крыла — синие. Крайние хвостовые перья красные у основания. Клюв костного цвета. Радужка коричневая. Лапы телесные. Окологлазные кольца широкие, белые.

## Распространение
Обитает на о. Пуэрто-Рико.

## Образ жизни
Населяют горы Лукильо, дождевые леса, пальмовые рощи. Питаются цветками, плодами, листьями, корой.

## Размножение
Период размножения продолжается с февраля по июнь. Гнёзда устраивают в дуплах и нишах крупных деревьев. Гнёзда располагаются, как правило, на высоте 7—15 м от земли. Дупло для гнезда обычно ищет самец. Как только подходящее место гнездования найдено, пара некоторое время исследует его и очищает от мусора. В кладке 2—3 яйца. Насиживание длится 24—28 дней. Кормят птенцов оба родителя. Птенцы покидают гнездо через 60—65 дней.

## Угрозы и охрана
Очень редок, находится на грани вымирания. По данным на конец XX века в дикой природе осталось около 26 особей и 56 особей в неволе в питомнике Лукильо (В 2006 году общая численность составила от 34 до 40 в дикой природе и 143 особей в неволе). Причины: поселение европейцев в XVIII—XIX веках, вырубка подходящих для гнездования деревьев в частности с целью сбора мёда, отлов, отстрел, ураганы начала XX века (в 1928 и 1932 годах), отсутствие подходящих гнёзд, хищники, вытеснение другими птицами. Дикие птицы находятся под постоянным наблюдением и защитой. В 1970-х были приняты меры и созданы условия для размножения в неволе, благодаря чему появилась небольшая стая. К концу XX века были планы отпустить её в дикую природу.

## Классификация
Вид включает в себя 2 подвида.
- Amazona vittata gracilipes Ridgway, 1915 — обитал на острове Кулебра. Так как этот попугай питался, в том числе, бананами и другими сельскохозяйственными культурами, его интенсивно преследовали. Считается вымершим с 1912 года.
- Amazona vittata vittata (Boddaert, 1783)